# Laksefjord
Der Laksefjord (nordsamisch Lágesvuotna) ist ein Fjord in der Kommune Lebesby in der norwegischen Provinz Finnmark. Es handelt sich bei ihm mit einer Länge von 75 km um den drittlängsten Fjord in der Finnmark – nach dem Porsangerfjord und dem Varangerfjord.

## Geographie
Er liegt in einer wenig besiedelten Region mit nur sehr wenigen und kleinen Siedlungen entlang seiner Fjordküste. Auf der Westseite befindet sich nur eine bewohnte Ortschaft, nämlich Veidnes mit 30 Einwohnern. Der äußere Teil des Fjords wird begrenzt von der Sværholt-Halbinsel im Westen und der Nordkinnhalbinsel im Osten.
Der Fluss Storelva fließt in den Fjord.

## Etymologie
Es ist unklar, ob der norwegische Name Laksefjord vom norwegischen Wort für Lachs, laks, stammt. Es könnte sich auch um eine Übersetzung der samischen Bezeichnung Lágesvuotna handeln. Dabei bedeutet der Wortteil láges flach und vuotna Fjord. Das Wort flach wird dabei vermutlich wegen der nahegelegenen Gebirgsebene verwendet. Im norwegischen Ortsnamenslexikon wird die zweite Theorie genannt.